# Dirk Breebaart (1905-2002)
Dirk Breebaart (Hoogwoud, 8 oktober 1905 – 10 november 2002) was een Nederlands politicus van de PvdA.
Hij werd geboren als zoon van Jan Breebaart Dz. (1870-1930) en Trijntje Eijssen (1869-1952). Zijn vader was tot diens dood in 1930 burgemeester van Hoogwoud terwijl ook zijn schoonvader Pieter Pluister burgemeester is geweest. Zelf had hij na de hbs ook een ambtelijke loopbaan. Hij was commies bij de gemeentesecretarie van Oostzaan voor hij in juli 1946 burgemeester van Hoogwoud werd. In november 1970 ging hij met pensioen maar hij bleef daar nog tot 1972 aan als waarnemend burgemeester. Breebaart overleed eind 2002 op 97-jarige leeftijd.